# Карл Фердинанд фон Рапах
Карл Фердинанд фон Рапах (на немски: Karl Ferdinand von Rappach) е граф от род фон Рапах в Долна Австрия.

## Живот
Роден е през 1620 година. Той е син на граф Кристоф фон Рапах и съпругата му София фон Зондерндорф. Внук е на Кристоф фон Рапах и втората му съпруга Анна фон Харах (* 1548), дъщеря на фрайхер Леонхард IV фон Харах-Рорау (1514 – 1590) и Барбара фон Виндиш-Грец († 1580). Сестра му Мария Маргарета фон Рапах (1621 – 1705) е придворна дама на ерцхерцогиня Мария Леополдина Австрийска, втората съпруга на император Фердинанд III, и се омъжва през 1649 г. за граф Йохан Франц Траутзон фон Фалкенщайн (1609 – 1663).
Фамилията фон Рапах притежава от 1629 до 1694 г. двореца и господството Алентщайг. Карл Фердинанд прави военна кариера преди да стане камерхер на император Фердинанд III.
Умира на 28 октомври 1664 г. на 44-ггодишна възраст в Аленщайг, Долна Австрия.

## Фамилия
Първи брак: жени се за графиня Елеонора фон Бройнер (* 1629; † 30 януари/август 1649), дъщеря на фрайхер Йохан Баптист Франц фон Бройнер-Щюбинг (1570 – 1633) и втората му съпруга Мария Бланка фон Арко (ок. 1595 – ок. 1650). Съпругата му е полусестра на Филип Фридрих фон Бройнер (1597 – 1669), епископ на Виена (1639 – 1669). Те имат един син:
- Карл Ернст фон Рапах

Втори брак: на 22 февруари 1650 г. се жени за графиня Мария Терезия фон Брандис († 5 януари 1687), дъщеря на граф Андреас Франц Вилхелм фон Брандис († 1671), фрайхер на Леонберг и Форст († 1662) и втората му съпруга фрайин Ева Мария фон Уршенбек. Те имат децата:
- Кристоф Фердинанд фон Рапах
- Франц Максимилиан фон Рапах
- Йохан Вилхелм фон Рапах
- Мария Анна фон Рапах (* 30 август 1654; † 6 август 1721), омъжена на 21 февруари 1677 г. във Виена за граф Гундакар XVI фон Щархемберг (* 10 януари 1652; † 20 март 1702, Ридег)
- Мария Тереза фон Рапах (* 23 юли 1660 в Аленщайг; † 20 януари 1741 във Виена), омъжена на 26 февруари 1685 г. във Виена за Франц Карл фон Ауершперг (* 22 ноември 1660; † 6 ноември 1713), от 1705 г. 3. княз на Ауершперг и херцог на Мюнстерберг, императорски генерал